# ハンス・シンツ

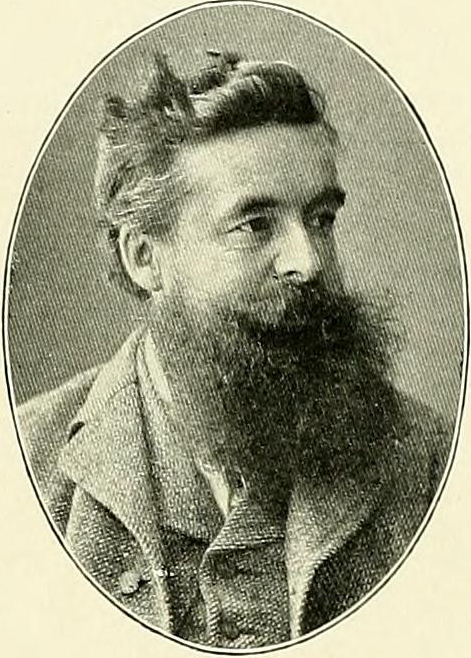
Hans Schinz (1901)

ハンス・シンツ（Hans Schinz、1858年12月6日 - 1941年10月30日）は、スイスの探検家、植物学者である。ドイツ領南西アフリカの調査・探検を行った。

チューリッヒの商人の家に生まれた。チューリッヒ工科大学で植物学を学び、在学中の1882年に小アジアの調査に参加した。1884年にドイツの実業家、アドルフ・リューデリッツが組織した、ドイツ領南西アフリカの科学調査に参加し、翌年、独自に南西アフリカ植民地の北部領域を探検した。この調査の結果は、1891年にDeutsch-Südwestafrika, Forschungsreisen durch die deutschen Schutzgebiete Groß- Nama- und Hereroland, nach dem Kunene, dem Ngamisee und Kalahari, 1884-1887 （「ドイツ領南西アフリカ。ドイツの保護領地域、ンガミ湖、カラハリの学術調査」）として発表された。1889年にチューリッヒ大学の非常勤教授となり、3年後に常勤教授となった。チューリッヒ植物園の園長も務めた。
1940年に自伝（"Mein Lebenlauf" ）を書き。シンツの集めた標本はベルリン植物博物館に収蔵され、民俗学的資料はチューリッヒ民俗学博物館に収蔵された。

## 著作
- Beiträge zur Kenntnis der Flora von Deutsch-Südwest-Afrika und der angrenzenden Gebiete. Berlin/Zürich 1888–97
- Deutsch-Südwestafrika, Forschungsreisen durch die deutschen Schutzgebiete Groß- Nama- und Hereroland, nach dem Kunene, dem Ngamisee und Kalahari. Oldenburg 1891
- Ein neuer Bauernstaat im Südwesten Afrika’s. In: Mitteilungen der Ostschweizerischen Geographisch-Commerciellen Gesellschaft in St. Gallen. 1886, S. 26–31.